# Antonio Brufau

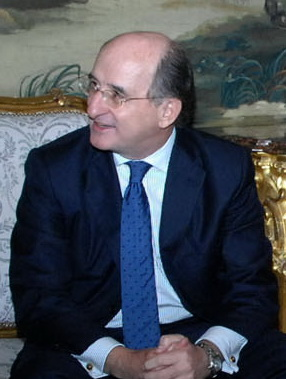
Antonio Brufau.

Antonio Brufau Niubó (Mollerusa, 12 de marzo de 1948) es un empresario español. Es el actual presidente de Repsol. Está casado con Isabel López-Marín y es padre de tres hijos.

## Carrera profesional
Estudió durante 10 años en el colegio de Barcelona, La Salle Bonanova. Se licenció en Ciencias Económicas por la Universidad de Barcelona y realizó un máster en Economía en la escuela de negocios IESE-Universidad de Navarra. Trabajó en Arthur Andersen donde llegó a ser socio director.
En 1988 se incorporó a La Caixa, como director general adjunto y responsable del grupo industrial de la entidad. En la Caixa jugó un papel determinante, junto con el entonces presidente José Vilarasau e Isidro Fainé, en el proceso de fusión de la Caja de Pensiones para la Vejez y de Ahorros y la Caja de Ahorros y Monte de Piedad de Barcelona, que dio lugar a La Caixa. En 1994, en representación de La Caixa, Brufau pasó a presidir el parque temático Port Aventura.
En julio del año 1997, fue nombrado presidente del Grupo Gas Natural cargo que ostentó hasta 2004. Desde 1996 hasta 2004, Brufau fue miembro del Consejo de Administración de Repsol. En el año 2004 fue nombrado Presidente Ejecutivo de Repsol YPF, S.A., multinacional integrada de petróleo y gas natural. Desde su llegada a la presidencia de Repsol, la compañía ha renovado su estructura organizativa y ha fijado los ejes prioritarios de crecimiento en Upstream, Gas Natural Licuado (GNL) y Downstream.
En el año 2012 a Repsol le es expropiada por parte del estado argentino la propiedad de YPF, S. A., pasando de poseer un 57,43% de las acciones al 6,43%.
Es miembro del Consejo de Acción Empresarial de la Confederación Española de Organizaciones Empresariales (CEOE), miembro de la Asociación Española de Directivos y del Círculo de Economía, patrono de la Fundación Privada Instituto Ildefons Cerdà, de la Fundación CEDE (Confederación Española de Directivos y Ejecutivos), patrono del Real Instituto Elcano, patrono de FUNSEAM, patrono de COTEC y patrono de la Fundación Princesa de Girona.

## Remuneración como directivo de Repsol
Antonio Brufau fue considerado en 2011 el cuarto directivo mejor pagado de las empresas española, cobrando por todos los conceptos, 10,12 millones de euros, que incluía una "gratificación puntual" de 2,772 millones asociada al incremento de resultados récord de 2010 por la entrada de la china Sinopec en el capital de la filial brasileña de Repsol.
En 2012 y 2013 la remuneración ordinaria rondó los 5 millones de euros (5,16 millones y 4,9 millones de euros respectivamente). En 2014 Antonio Brufau pasó a cobrar 2,5 millones de euros como consecuencia del reparto de funciones ejecutivas con el nuevo consejero delegado, Josu Jon Imaz.
En 2015 su retribución ascendió a 2,9 millones de euros. En 2016 obtuvo 2,75 millones y en 2017, un total de 3, de los que 2,5 millones se correspondieron con una remuneración fija, y 589.000 euros a otros conceptos. En 2018 sus ingresos sumaron los 3,1 millones. En 2019, un 6% menos, con 2,919 millones.
Las retribuciones de Antonio Brufau en 2020 alcanzaron los 2,786 millones de euros (2,5 en remuneración fija y el resto, como otros conceptos), en 2021, los 2,77 millones, y en 2022, los 2,81 millones.

## Premios y reconocimientos
- En 2009 la Cámara de Comercio de Estados Unidos en España reconocíó a Antonio Brufau con el "Global Business Leader Award",[18] al tiempo que Repsol fue considerada como la compañía "Gold Class" según el Anuario de Sostenibilidad 2010.
- En 2010 la Cámara Española de Comercio de la República Argentina ha otorgado a Antonio Brufau el premio al[19] por los buenos resultados conseguidos por YPF en los últimos años.
- En 2011 es nombrado doctor honoris causa por la Universidad Ramon Llull en reconocimiento a su conducta ejemplar y sus conocimientos.
- En 2012 ha sido reconocido como CEO del año en los premios Platts de la energía por la gestión del caso YPF[20]
- En 2013 recibió el premio ESADE Alumni por su trayectoria directiva[21]
- En 2014 galardonado como Mejor CEO del sector según la revista Institutional Investor[22]
- En 2014 reconocido como Mejor CEO del año según Petroleum Economist[23]
- En 2014 recibe el Premio AED Directivo del año[24]
- En 2017 recibe el Premio a la Personalidad Más Relevante del Año en el Ámbito Económico-Financiero por El Economista[25]
- En 2021 recibe el Premio Especial a la Trayectoria Profesional de Dinero y Negocios/Tu Economía de La Razón[26]

| Predecesor: Alfonso Cortina | Presidente de Repsol 2004 - Actualidad | Sucesor: En el cargo |